# Scutellinia crinita
Scutellinia crinita är en svampart som först beskrevs av Pierre Bulliard (v. 1742–1793), och fick sitt nu gällande namn av Lambotte 1887. Scutellinia crinita ingår i släktet Scutellinia och familjen Pyronemataceae.  Arten är reproducerande i Sverige. Inga underarter finns listade i Catalogue of Life.